# NGC 7568
NGC 7568 (ook: NGC 7574) is een spiraalvormig sterrenstelsel in het sterrenbeeld Pegasus. Het hemelobject werd op 2 oktober 1866 ontdekt door de Duits-Deense astronoom Heinrich Louis d'Arrest.

## Synoniemen
- UGC 12469
- ZWG 475.58
- PGC 70892